# 正統鹿耳門聖母廟
23°04′04″N 120°07′38″E / 23.0678349°N 120.127357°E
正統鹿耳門聖母廟位於臺灣臺南市安南區土城，是一座主祀天上聖母的廟宇。聖母廟是當地的公廟（大廟）:23，不僅是台灣最大的媽祖廟:88,160之一，也是安南區最大的廟宇。因其建築雄偉華麗，亦有「台版紫禁城」的美譽。該廟重要的大型宗教活動「土城仔香」於2013年1月28日公告為臺南市「直轄市定民俗及有關文物」:14，為南瀛五大香中最晚形成者:14:318。

## 沿革

### 舊廟

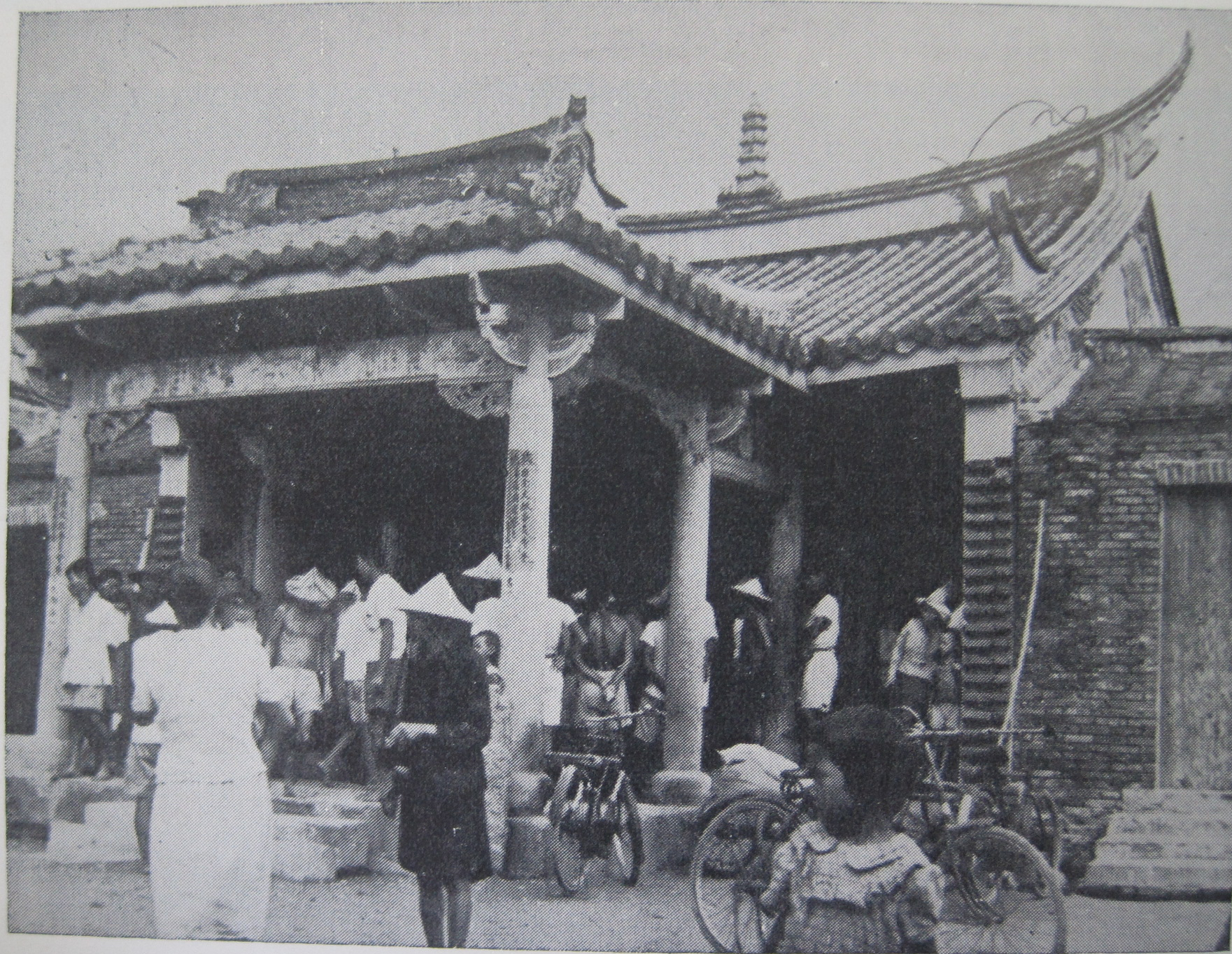
1958年改建前的聖母廟舊廟貌，黃典權攝影

根據《臺南土城正統鹿耳門聖母廟廟誌》等書的說法，早在鄭成功來臺之前，北汕（線）尾島上已經有媽祖廟存在:30:24。當時廟有三落，前殿供奉水仙尊王、正（中）殿供奉媽祖、後殿供奉佛祖:30。媽祖神像有三尊，是軟身神像:24。另有說法認為鄭成功來臺後，為感謝神恩而重建廟宇，添建兩側廂室，供奉隨艦而來的3尊媽祖神像，土城當地信眾相信這3尊神像便是後來的「文館媽」、「武館媽」與「五角頭媽」:41。
而關於鹿耳門媽祖廟的早期記載，文字記述為《臺灣縣志》的「康熙五十八年各官捐俸同建」，地圖則有〈康熙臺灣輿圖〉（約1699年─1704年）的「媽宮」:25。由此顯示康熙五十八年（1719年）以前鹿耳門一地已有媽祖廟，可能是民間所興建的小廟:25。《臺南土城正統鹿耳門聖母廟廟誌》則認為康熙五十八年（1719年）是官員捐俸易地重建:40
據《臺南土城正統鹿耳門聖母廟廟誌》所載，道光十一年（1831年）因曾文溪氾濫，下游支流改道而造成廟宇毀損，因此當地民眾將神尊寄奉於三郊鎮港海安宮，即「海安宮寄佛」:44。同治十三年（1874年），再次發生洪水，導致舊廟遭到沖毀:44。不過對於寄佛與洪水毀滅的時間，另有同治十年（1871年）大水毀廟，之後被搶救的神像才移往府城水仙宮與海安宮的說法:27。此外舊廟在咸豐同治年間有重修:26。

### 保安宮時期
據《臺灣日日新報》〈鹿耳門浮復〉報導（1914年8月27日刊），日大正二年（1913年），有一王船飄到鹿耳門媽祖廟舊址，眾人不知來歷，後有一土城仔居民起乩，表示乃是船中五王上身，是受到湄洲媽祖之命，來此以重建鹿耳門媽祖廟:29。而轄有土城仔的蕭壠支廳當局原認為是造謠，要將王船燒毀，但當時有一巨蛇自支廳中梁墜下，認為有異，遂准許建廟之事:29。而據《臺南土城正統鹿耳門聖母廟廟誌》所載，該王船來自福建泉州富美宮，途中停靠澎湖馬公海靈殿前之海岸:47。當地信徒原祈求想將王船留下祭拜，但船上五王表示是受鹿耳門媽之邀，不便久留:47。之後眾人乞留一座香爐，將王船放回大海:47。
而據《臺南州祠廟名鑑》所載，大正二年（1913年）王船漂來、「五王上山」後，當地居民郭長、郭尾昂先搭建草寮供奉五王:50。而後據《臺南土城正統鹿耳門聖母廟廟誌》所載，次年（1914年）土城仔、青草崙兩庄八角頭發起建廟，並使用了不少舊鹿耳門媽祖廟的建材，廟成之後迎回舊廟眾神:50。新廟初名「保安宮」，坐北朝南，位在今土城城西街、城北路、安中路交會處:50。有前後兩殿，前殿供奉五府王爺與王船，主殿供奉舊媽祖廟眾神:50。而關於新廟落成迎回媽祖等眾神的時間，則有大正七年（1918年）與大正十年（1921年）兩種說法:31。

### 鹿耳門聖母廟時期

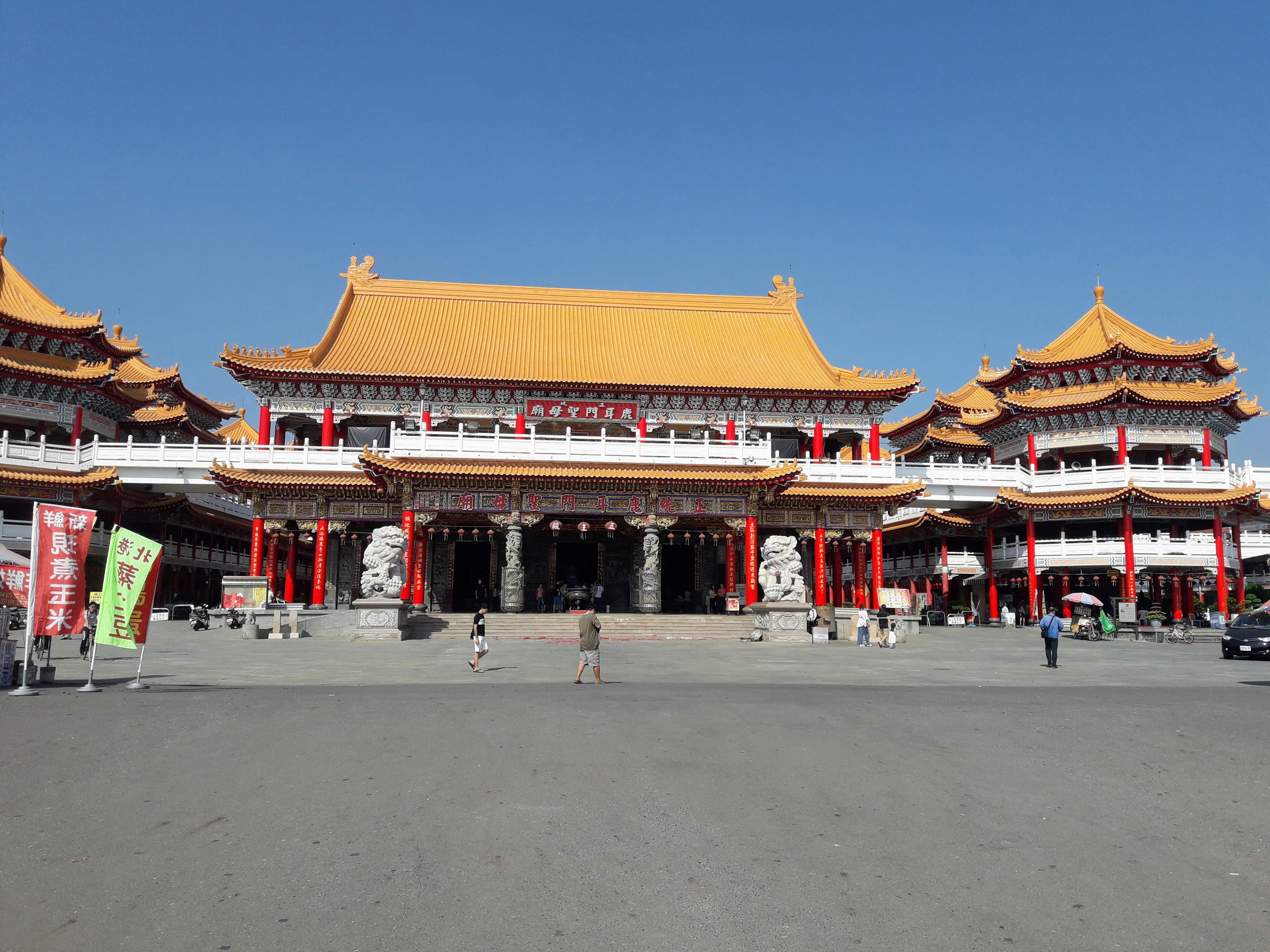
正統鹿耳門聖母廟

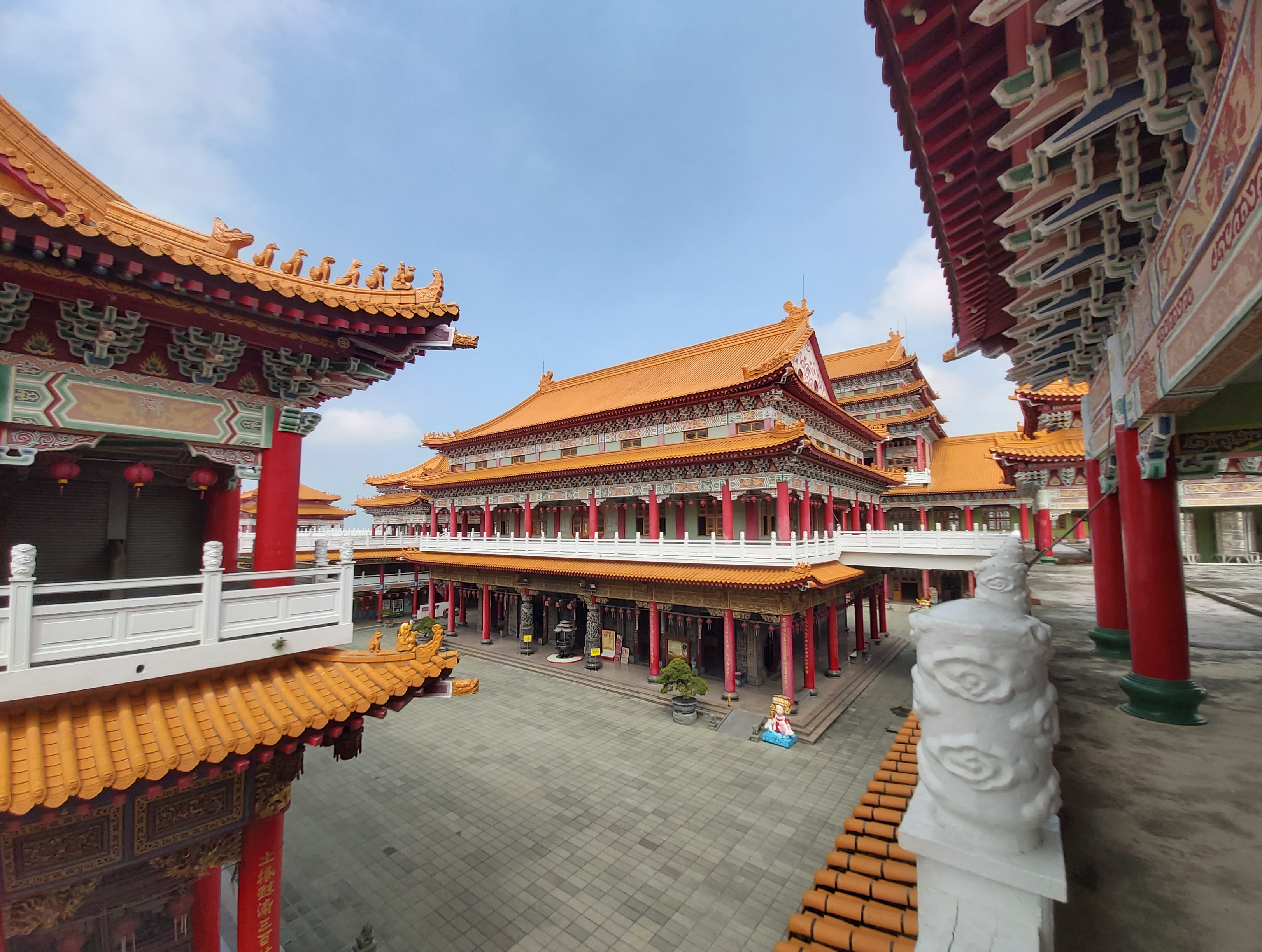
正統鹿耳門聖母廟中庭

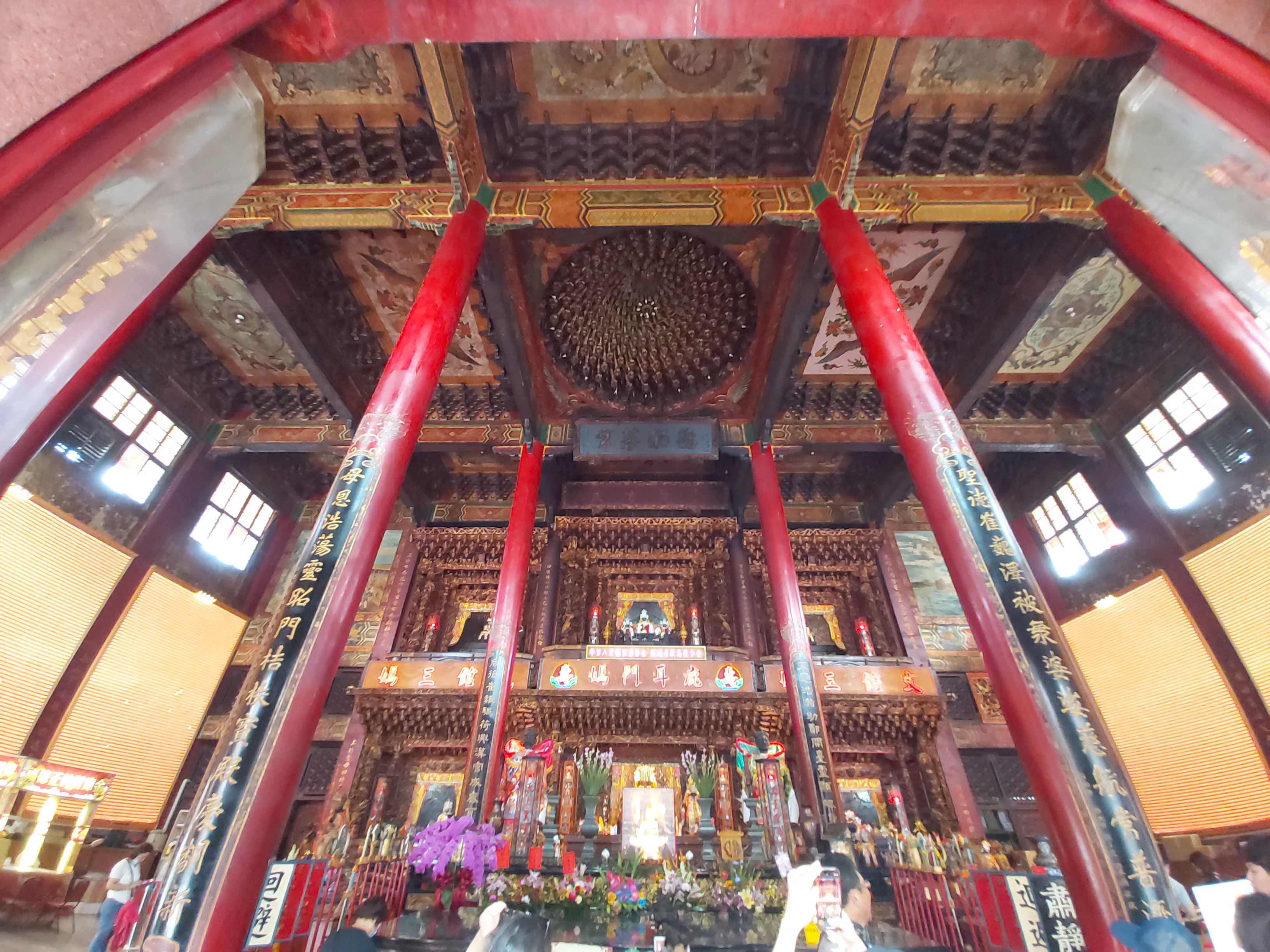
正統鹿耳門聖母廟媽祖殿

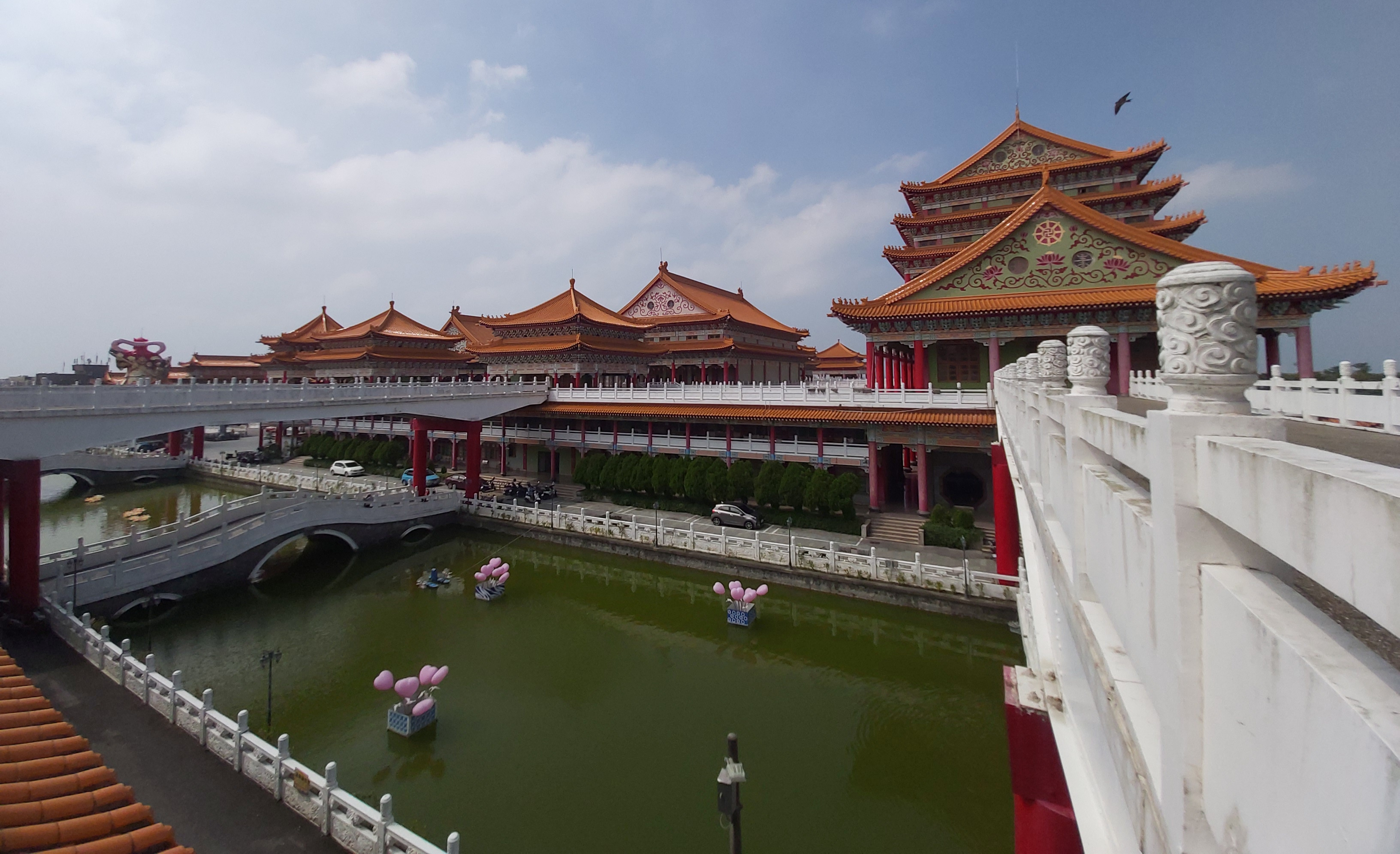
正統鹿耳門聖母廟建築群側面

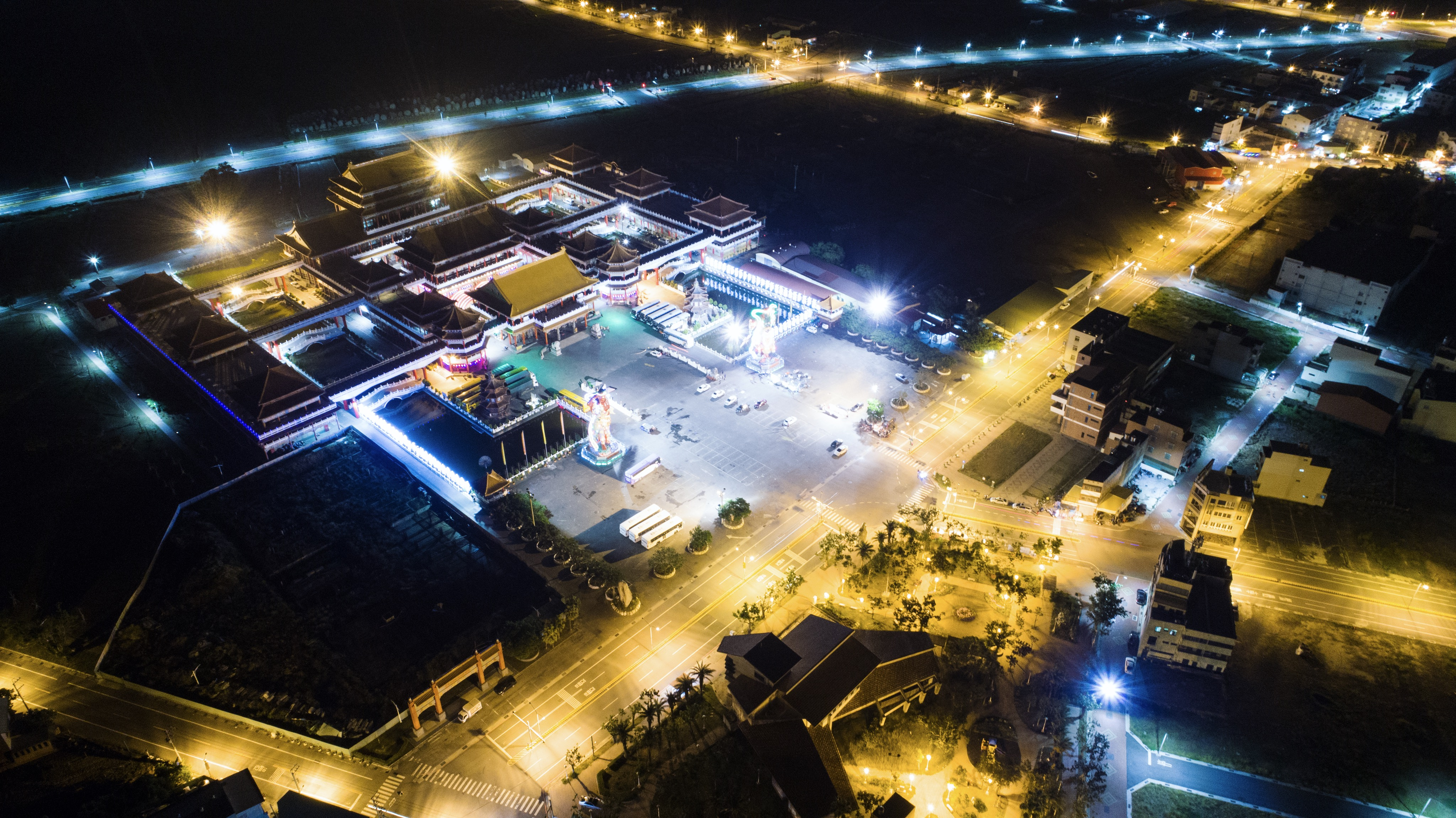
正統鹿耳門聖母廟夜景

二次大戰後，顯宮在民國36年（1947年）建了鹿耳門天后宮，主張開基鹿耳門媽供奉在該廟:31。民國45年（1956年）8月9日臺大楊雲萍教授率學生考察，之後為認為鄭成功登陸於顯宮，且支持顯宮鹿耳門天后宮的主張:31。以此事為開端，引發土城與顯宮兩地的正統之爭:31、32。之後廟方在民國49年（1960年）改名為「正統鹿耳門聖母廟」，以昭顯香火傳承:31、32:50。
民國64年（1975年）聖母廟在今址重建，於次年（1976年）1月21日（農曆十二月廿一）奠基破土:56:32。該工程得臺北木柵指南宮董事長高忠信等執事協助建廟規劃、繪製藍圖，採用仿清代北方宮殿式建築:56:32。之後在民國70年十月廿六（1981年11月22日）舉行神尊移駕科儀，十一月初八（12月3日）舉行安座大典，廟額為「正統鹿耳門聖母廟」:56:32。

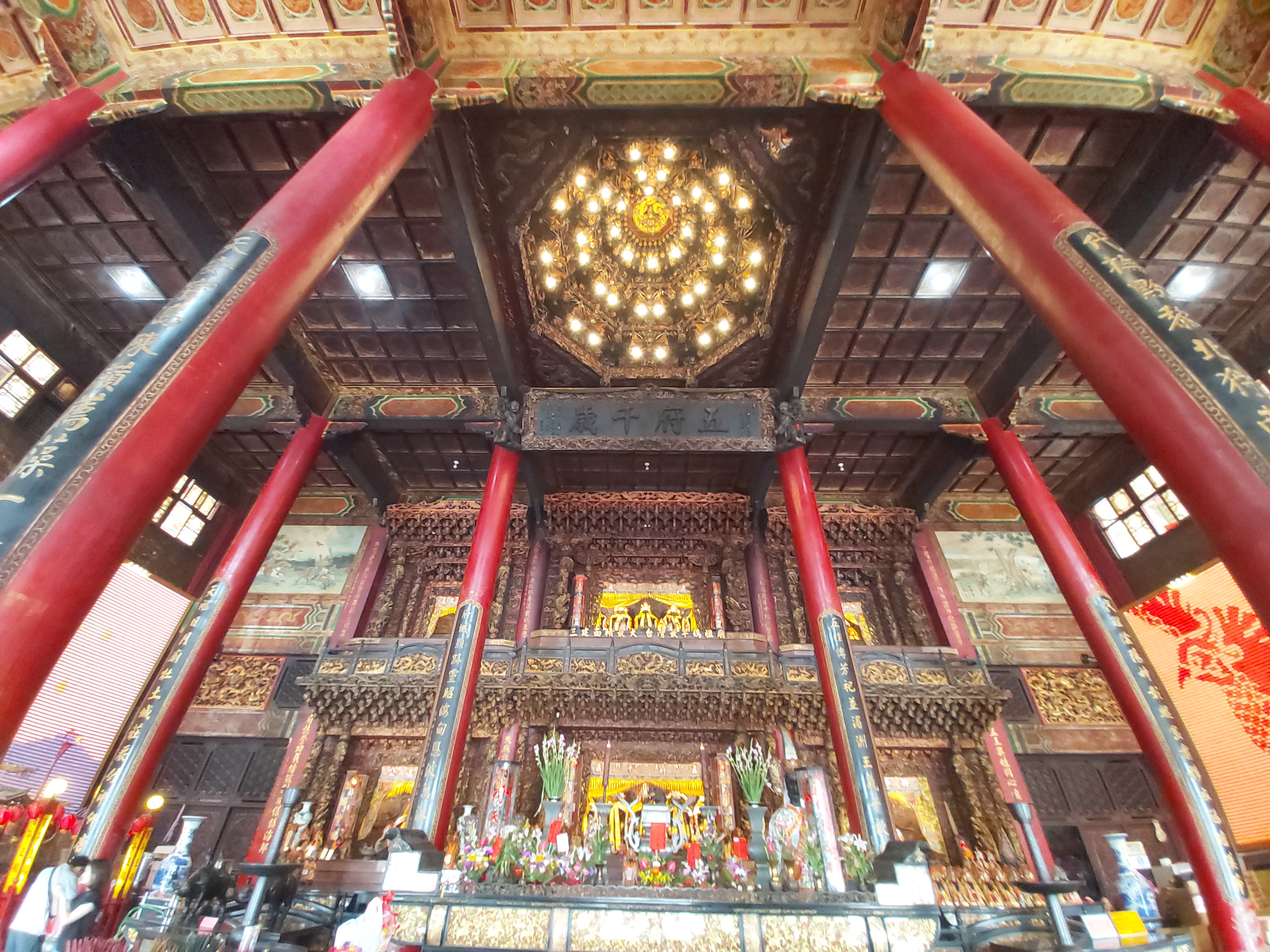
五王殿
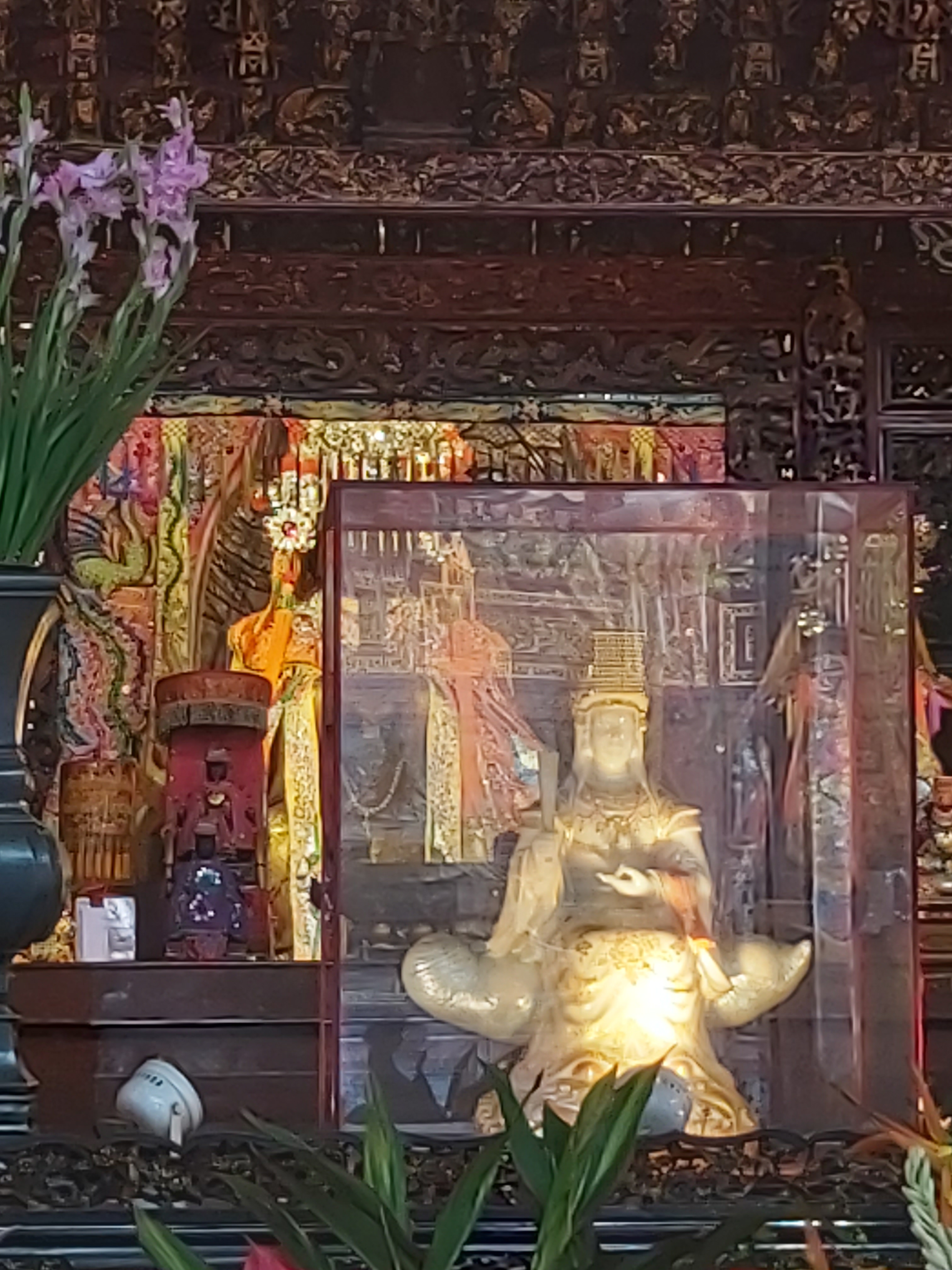
鹽雕媽祖
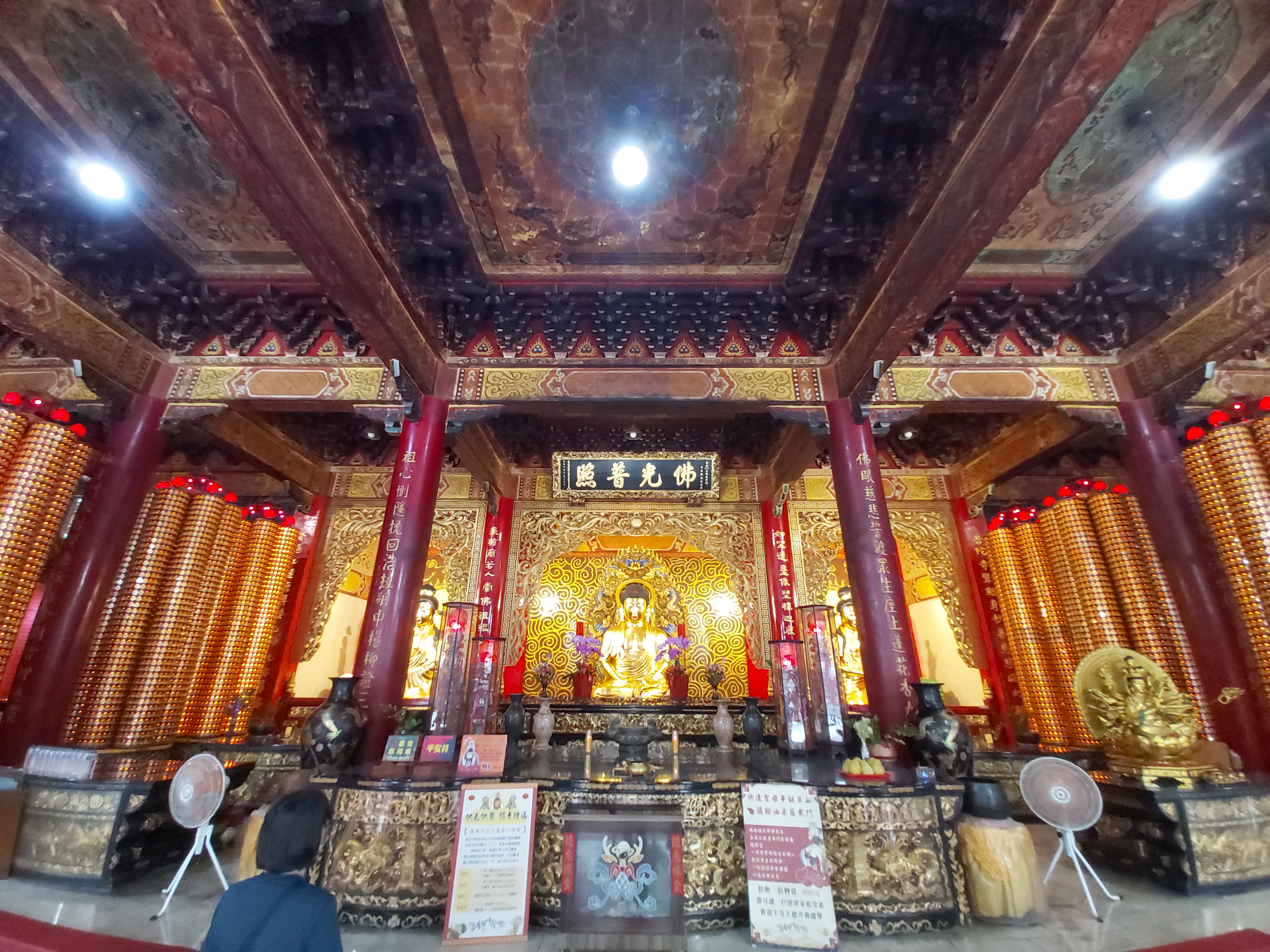
佛祖殿
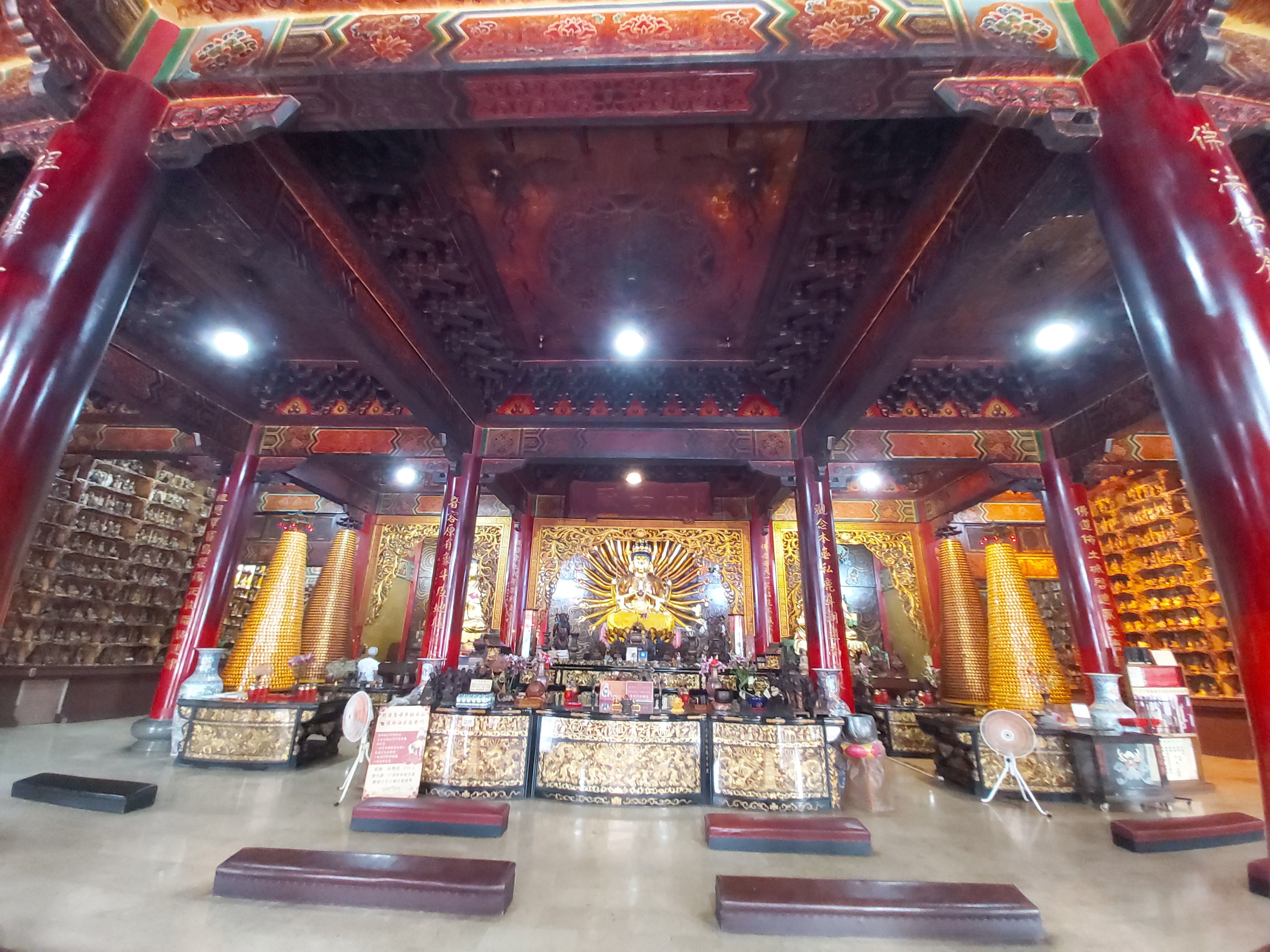
大士殿
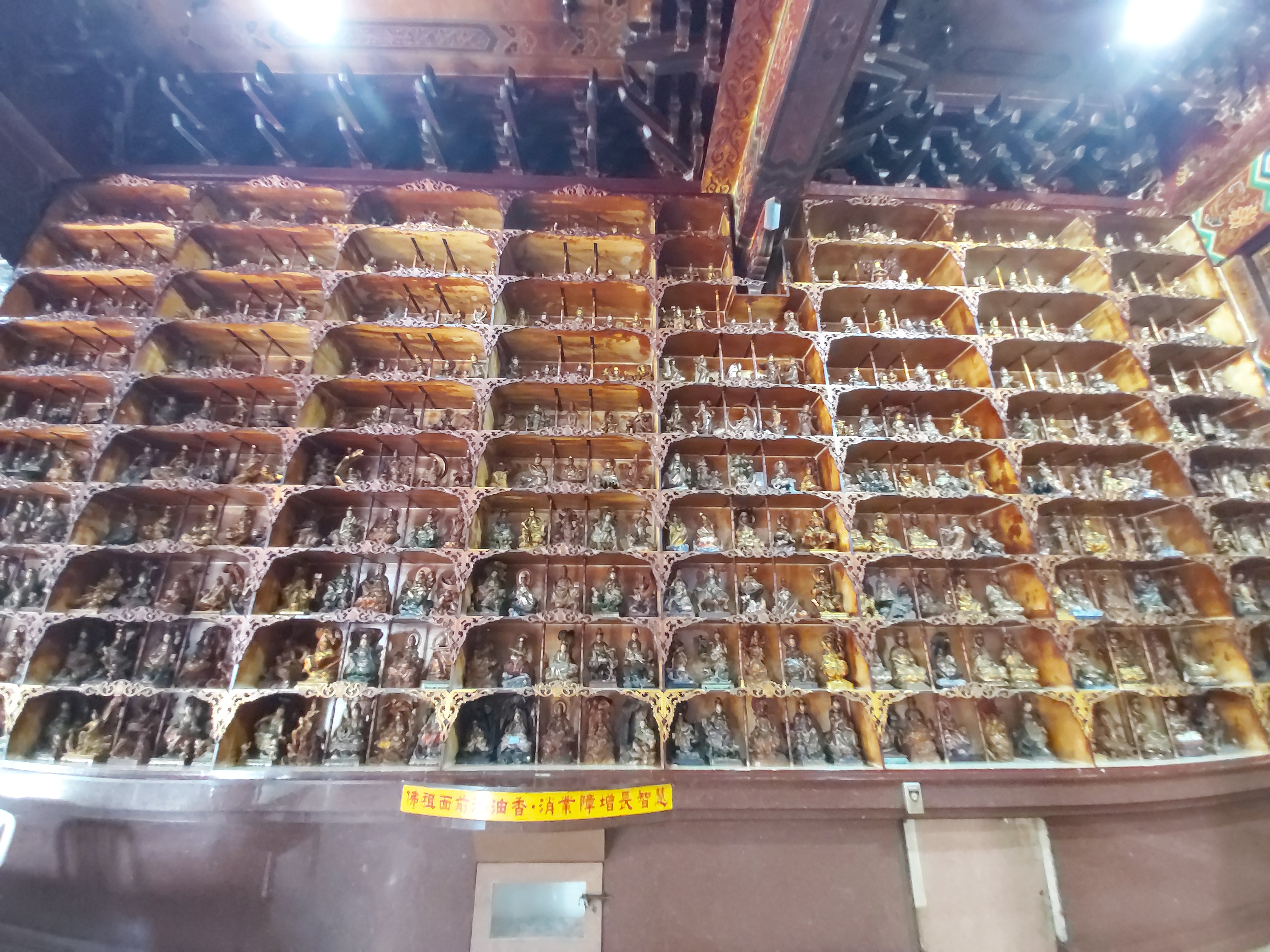
千佛龕
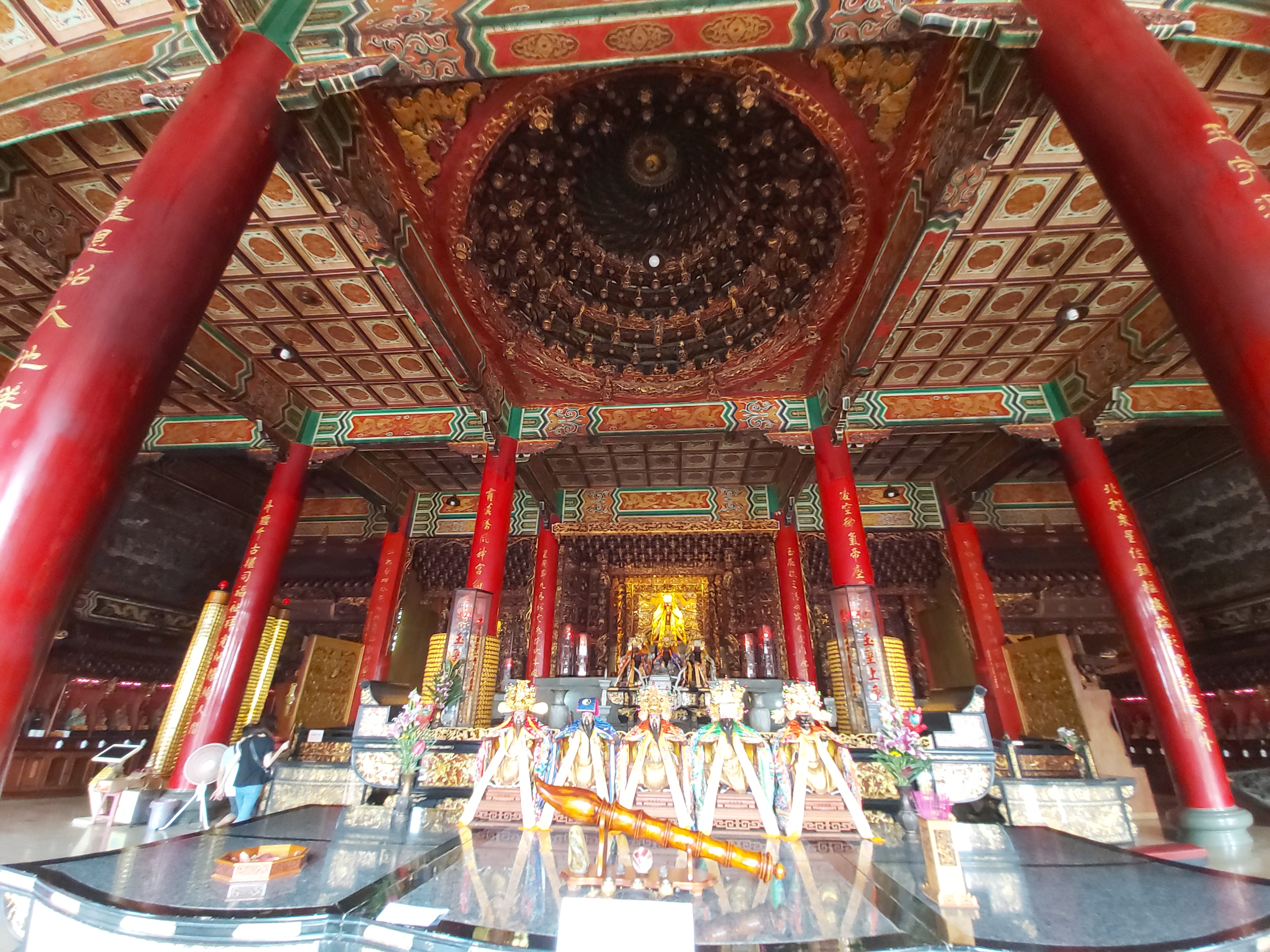
凌霄寶殿
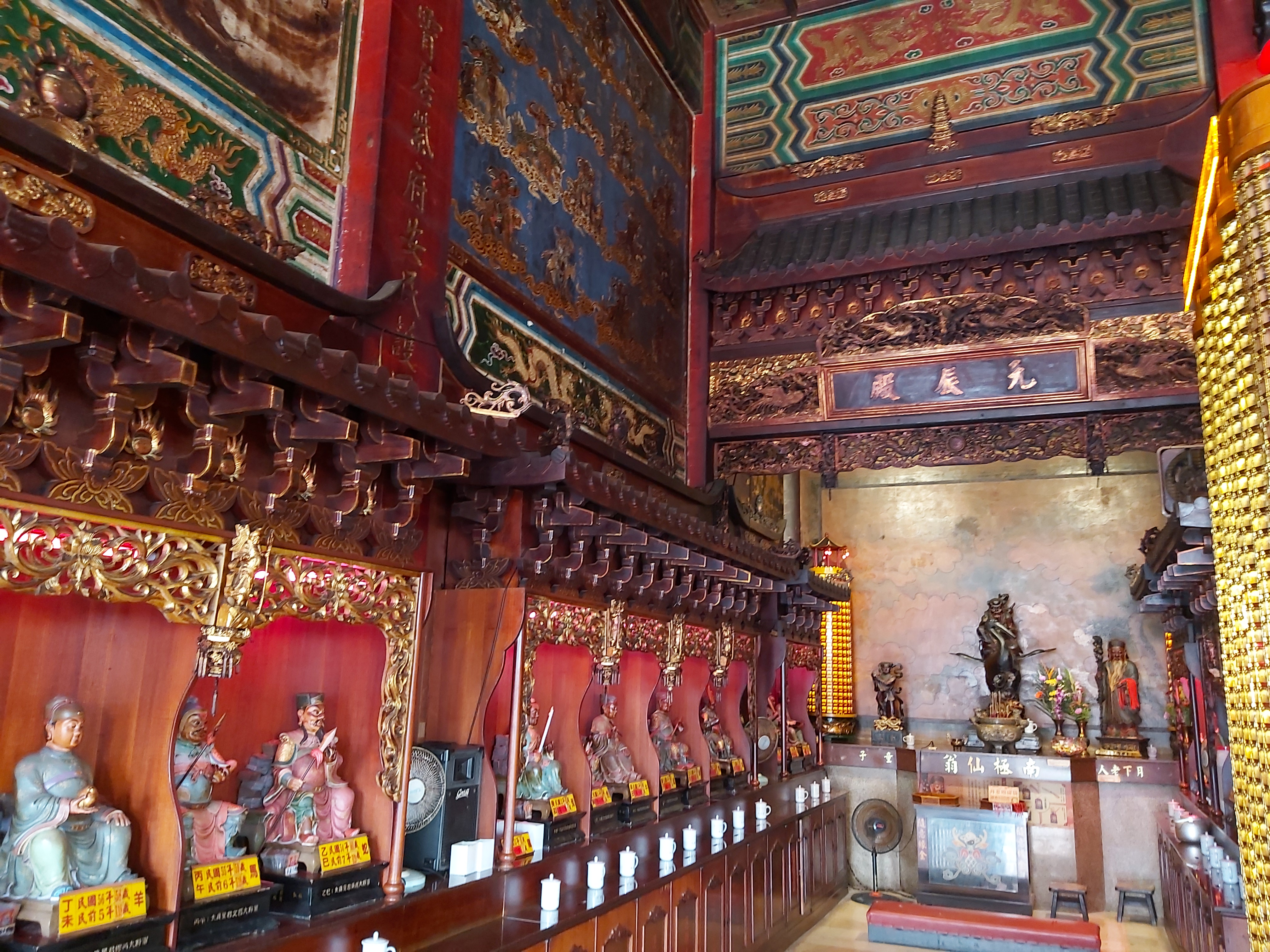
元辰殿
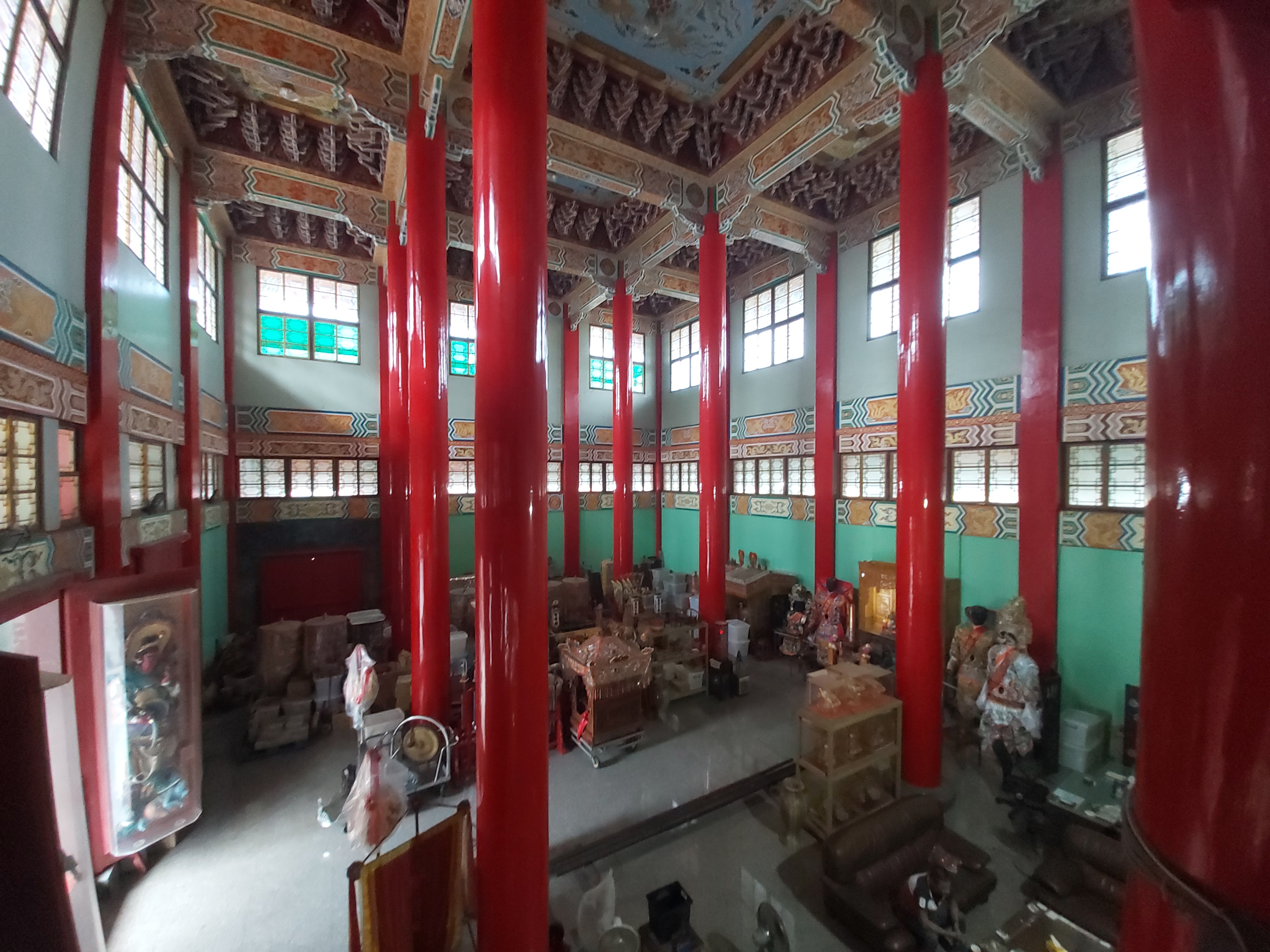
轎班會
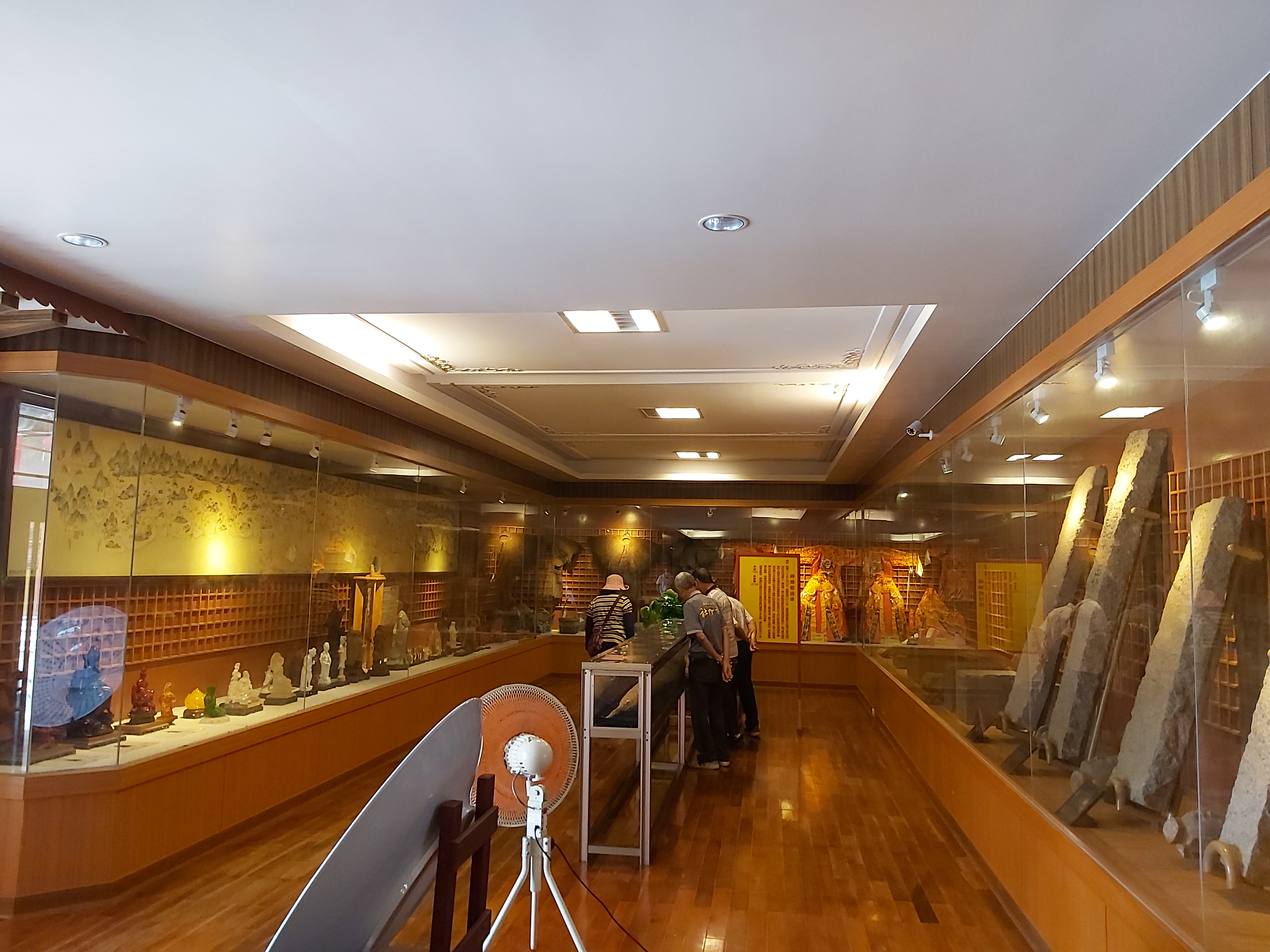
文物館

## 祭祀

### 祀神
| 位置   | 位置           | 奉祀神明 |
| ------ | -------------- | --- |
| 第一進 | 五王殿         | 五府千歲（李、池、吳、范、朱）、水仙尊王、開臺聖王、管船大王、將軍府將爺、境主公、盧清將軍、韓德將軍、「五王船」:63                                         |
| 第二進 | 媽祖殿         | 天上聖母（鹿耳門鎮殿大媽、出巡大媽、鎮殿二媽、文館三媽、武館三媽、鎮座天上聖母）、千里眼、順風耳、福德正神、註生娘娘:58                                     |
| 第三進 | 佛祖殿         | 釋迦牟尼佛、文殊菩薩、普賢菩薩:66 |
| 第三進 | 大士殿、千佛殿 | 千手千眼觀世音菩薩、南海觀世音菩薩、普庵祖師、韋馱護法、迦藍尊者、眾羅漢尊者:68                                                                             |
| 第三進 | 天公殿、元辰殿 | 玉皇上帝、三官大帝、關呂張三恩主、張天師、普化天尊、王天君、南斗星君、北斗星君；斗姥元君、左輔洞明星君、右弼隱光星君、六十太歲、南極仙翁、白鶴童子、月老:70 |

### 11角頭
聖母廟11角頭以該廟為中心，廟北為「頂堡」，廟南為「下堡」:34。詳見如下:34─39：
| 角頭 | 角頭     | 庄廟   | 備註     |
| ---- | -------- | ------ | -------- |
| 頂堡 | 溪埔仔   | 福聖宮 |          |
| 頂堡 | 砂崙腳   | 清聖宮 | 八家將   |
| 頂堡 | 下十份塭 | 聖安宮 |          |
| 頂堡 | 青草崙   | 紫金宮 | 百足真人 |
| 下堡 | 中州角   |        |          |
| 下堡 | 土城仔   |        |          |
| 下堡 | 郭岑寮   | 聖岑宮 | 金獅陣   |
| 下堡 | 蚵寮角   |        | 白鶴陣   |
| 下堡 | 虎尾寮   | 伍聖宮 | 宋江陣   |
| 下堡 | 鄭仔寮   | 聖寅宮 |          |
| 下堡 | 港仔西   | 崇聖宮 |          |

## 活動、慶典
- 土城聖母廟三年一科刈香
- 土城聖母廟夜市（每週四、六）
- 迓春牛遊行暨國際高空煙火秀
- 虱目魚節之星光夜跑

## 外部連結
- 官方网站
- 正統鹿耳門聖母廟的Facebook專頁
- 2015台南香科年